# Santuario della Madonna delle Grazie (Ruvo di Puglia)
Il santuario della Madonna delle Grazie è un edificio sacro di Ruvo di Puglia sito in via Orazio Flacco.

## Storia
La chiesa della Madonna delle Grazie fu costruita, con fondi provenienti dalla nobildonna Isabella Griffi e da alcuni fedeli, nel XVII secolo per volere del vescovo Cristoforo Memmolo accanto ad una chiesetta collocata sulla via Traiana ed ora diventata sacrestia dello stesso santuario. Il tempio sull'antica via romana divenne luogo di pellegrinaggio per via dell'affresco della Madonna col Bambino, risalente XVI secolo poi rinominata dai fedeli come Madonna delle Grazie.

## Descrizione
La facciata a capanna è divisa in due ordini e delimitata dalle paraste: l'ordine superiore presenta una finestra a timpano spezzato mentre nell'ordine inferiore è inserito il portale d'ingresso con trabeazione su mensole a volute, sovrastato da un rilievo lapideo raffigurante la tela della Madonna ivi venerata.
L'interno presenta un'unica navata con volta a botte dotata di vari archi in cui sono venerate alcune tele quali la flagellazione di Gesù del XVI secolo e l'assunzione di Maria del XVIII secolo. Emerge la luminosità dell'altare centrale sul cui sfondo del presbiterio è posto il quadro della Vergine delle Grazie, nell'atto di porgere il seno al figlio, all'interno di una cappella barocca realizzata con la tecnica del trompe-l'œil.